# Уингфилд, Ричард, 6-й виконт Пауэрскорт
Ричард Уингфилд, 6-й виконт Пауэрскорт (англ. Richard Wingfield, 6th Viscount Powerscourt; 18 января 1815 — 11 августа 1844) — британский пэр и политик Консервативной партии.

## Биография
Родился 18 января 1815 года в замке Пауэрскорт, Эннискерри, графство Уиклоу, Ирландия. Единственный сын Ричарда Уингфилда, 5-го виконта Пауэрскорта (1790—1823), и леди Элизабет Фрэнсис Теодосии Джоселин (1795—1820), дочери Роберта Джоселина, 2-го графа Родена. Он получил образование в колледже Крайст-черч Оксфордского университета.
После смерти матери в 1820 году его отец снова женился на Теодосии Говард (? — 1836), которая воспитывала его, пока он не унаследовал титул отца в 1823 году.

## Политическая карьера
9 августа 1823 года после смерти своего отца восьмилетний Ричард Уингфилд унаследовал титулы 6-го виконта Пауэрскорта из Пауэрскорта в графстве Уиклоу (Пэрство Ирландии) и 6-го барона Уингфилда из Уингфилда в графстве Уэксфорд (Пэрство Ирландии).
Однако, поскольку это был ирландский пэр, он не имел права на место в Палате лордов Великобритании. Вместо этого он был избран в Палату общин Великобритании от Бата в 1837 году и занимал это место до 1841 года.

## Семья
25 января 1836 года лорд Пауэрскорт женился на своей двоюродной сестре, леди Элизабет Фрэнсис Шарлотте Джоселин (13 декабря 1813 — 2 сентября 1884), дочери Роберта Джоселина, 3-го графа Родена, и достопочтенной Марии Фрэнсис Кэтрин Стэплтон. У супругов было трое сыновей:
- Мервин Уингфилд, 7-й виконт Пауэрскорт (13 октября 1836 — 5 июня 1904)[1], старший сын и преемник отца.
- Достопочтенный Морис Ричард Уингфилд (13 января 1839 — 14 февраля 1866)[1], в 1865 году он женился на Мэри Агнес Блок.
- Достопочтенный Льюис Стрэндж Уингфилд (25 февраля 1842 — 12 ноября 1891)[1], в 1868 году он женился на достопочтенной Сесилии Эмили Эмме Фицпатрик.

Лорд Пауэрскорт скончался в августе 1844 года в возрасте 29 лет в Рочестере, графство Кент, Англия. Его титулы унаследовал его старший сын Мервин, прапрадед Сары, герцогини Йоркской. В 1846 году леди Пауэрскорт вторично вышла замуж за Фредерика Стюарта, 4-го маркиза Лондондерри (1805—1872).